# Elleanthus steyermarkii
Elleanthus steyermarkii är en orkidéart som beskrevs av Barringer. Elleanthus steyermarkii ingår i släktet Elleanthus och familjen orkidéer.
Artens utbredningsområde är Ecuador. Inga underarter finns listade i Catalogue of Life.